# Thomas Preston (vizconde de Tara)
Thomas Preston, Vizconde de Tara (1585-octubre, 1655) fue un militar irlandés del siglo XVII. Después de un largo servicio como mercenario en el Ejército español Preston regresó a Irlanda tras el estallido de la Rebelión de 1641. Fue puesto al frente del Ejército Confederado irlandés de Leinster, obteniendo algún éxito y varias derrotas como la Batalla de Dungan's Hill en 1647 donde su ejército fue prácticamente destruido. Al igual que otrod dirigentes Confederados, Preston era un católico Realista. Permaneció en constante contacto con el Lord Teniente de Irlanda, el Marqués de Ormonde, y fue un decidido partidario de la unión de Confederados y Realistas contra los Republicanos Ingleses.
Tras la conquista de Irlanda por Cromwell, se fue a Francia, donde se unió a la corte realista en el exilio y fue nombrado vizconde Tara por Carlos II . 

## Linaje
Preston era descendiente de Robert Preston, primer barón Gormanston, quien en 1363 compró las tierras de Gormanston, Condado de Meath, y que fue Lord Canciller de Irlanda en 1388. Los Preston procedía originalmente de la ciudad de Lancashire y llegaron a Irlanda en algún momento antes de 1320.
El bisnieto de sir Robert, Robert Preston, fue creado vizconde de Gormanston en 1478; y el bisnieto de este último fue Christopher, cuarto vizconde de Gormanstown (muerto en 1599), cuyo segundo hijo fue Thomas Preston.

## Servicio continental
El hermano mayor de Thomas heredó el título de Vizconde Gormanstown, así que Thomas Preston emprendió la carrera militar. Como los católicos tenían prohibido el ejercicio de la función pública en Irlanda, Thomas entró al servicio de España, luchando en la Guerra de los Treinta Años.
Preston estaba en el mismo regimiento irlandés en el servicio español que Owen Roe O'Neill, y se distinguió en la defensa de Lovaina contra los franceses y holandeses en 1635. Entre él y Owen Roe O'Neill hubo celos intensos desde el primer momento. También hubo cierta tensión entre Preston y James Tuchet . [cita requerida]   En 1644 Tuchet, conde de Castlehaven fue elegido para dirigir una importante expedición confederada en el Ulster. A diferencia de Preston, Castlehaven era un aficionado militar, pero fue favorecido sobre Preston ya que pertenecía a una prominente familia inglesa. [cita requerida]

## Confederación irlandesa
Preston regresó a Irlanda después de la rebelión irlandesa de 1641 para apoyar a sus compañeros católicos irlandeses. Fue nombrado general de Leinster, por los confederados irlandeses, en el que era el mayor y mejor equipado cuerpo de los confederados. 
Su actuación como comandante en Irlanda en las guerras intermitentes si 1642 a 1652 fue mixta. Obtuvo elogios por su exitoso asedio a Duncannon en 1645, pero perdió una serie de batallas de campo incluyendo New Ross (1643) y Dungans Hill (1647). Esta última batalla fue desastrosa para los confederados, ya que el ejército de Leinster fue aniquilado. En general, era experto en el arte del asedio, pero nunca tuvo una muy buena comprensión de la guerra móvil. [cita requerida]
Preston jugó un papel destacado en las luchas internas de los Confederados, alinéandose al principio con los radicales que se oponían a la primera Paz de Ormonde, pero posteriormente se unió a los moderados que firmaron el tratado con Ormonde y los Realistas en 1648. Su realistmo estaba motivado por su condición de inglés viejo y por su enfrentamiento con Owen Roe O'Neill, que encabezaba la facción opuesta. Luchó en el bando realista durante lainvasión de Cromwel – defendiendo Waterford hasta que el hambre y la enfermedad le obligaron a capitular. Marchó con sus tropas hacia Galway, la última ciudad en manos irlandesas. A finales de 1652, tras otro largo asedio, Galway también cayó a causa de la enfermedad y de la falta de abastecimientos. Preston rindió la ciudad a cambio de que él y sus tropas pudieran abandonar el país y unirse al ejército francés.[cita requerida] Partió hacia Francia -donde se encontraba la corte realista en- 1652.
Durante su exilio en Francia, 1650 Carlos II le creó Vizconde de Tara; y después de su salida de Irlanda en 1652 ofreció sus servicios a Carlos en París, donde murió en octubre de 1655.

## Familia
La esposa de Preston era una dama de rango flamenca, Marguerite Dieudonee de Dhuy, con quien tuvo varios hijos, siendo una de sus hijas la segunda esposa de Sir Phelim O'Neill. Su hijo Anthony lo sucedió como segundo vizconde Tara, un título que se extinguió cuando Sir Francis Blundell, III baronet y sus hermanos asesinaron a Thomas, III vizconde, en 1674. Carlos II, que durante su exilio se alojó con la familia Preston en Brujas, hablaba cariñosamente de los niños y su cuidadora Miss Warren en sus últimos años, pero no hizo nada para reparar su fortuna arruinada: en 1670, se decía que el joven Thomas estaba sin blanca.